# Hair of the Dog
Hair of the Dog – szósty album szkockiej grupy rockowej Nazareth, wydany w kwietniu 1975 roku.

## Lista utworów
| 1. | „Hair of the Dog”        | 4:10  |
|    |                          |       |
| 2. | „Miss Misery”            | 4:41  |
|    |                          |       |
| 3. | „Guilty”                 | 3:36  |
|    |                          |       |
| 4. | „Changin’ Times”         | 6:03  |
|    |                          |       |
| 5. | „Beggars Day”            | 3:45  |
|    |                          |       |
| 6. | „Rose in the Heather”    | 2:44  |
|    |                          |       |
| 7. | „Whiskey Drinkin’ Woman” | 5:29  |
|    |                          |       |
| 8. | „Please Don’t Judas Me”  | 9:47  |
|    |                          |       |
| 9. | „Love Hurts”             | 3:51  |
|    |                          |       |
|    |                          | 44:06 |
|    |                          |       |

## Wykonawcy
- Dan McCafferty – śpiew, talk box („Hair of the Dog”)
- Darrell Sweet – perkusja
- Pete Agnew – gitara basowa
- Manny Charlton – gitara
- Max Middleton – keyboard